# Jrue Holiday
Pour les articles homonymes, voir Holiday.
Jrue Randall Holiday, né le 12 juin 1990 à Los Angeles en Californie, est un joueur américain de basket-ball évoluant au poste de meneur voire d'arrière. Il mesure 1,91 m.

## Carrière universitaire
Il joue en universitaire pour les Bruins de l'université d'UCLA. Au cours de la saison 2008-2009, il ne jouera pas uniquement en tant que meneur, mais aussi en tant que poste arrière. Il effectuera 35 matchs avec de très bonnes statistiques, 27,1 points, 3,8 rebonds, 8,5 passes et 3,7 interceptions. L'équipe termine la saison avec 26 victoires pour seulement 5 défaites.

## Carrière professionnelle

### 76ers de Philadelphie (2009-2013)

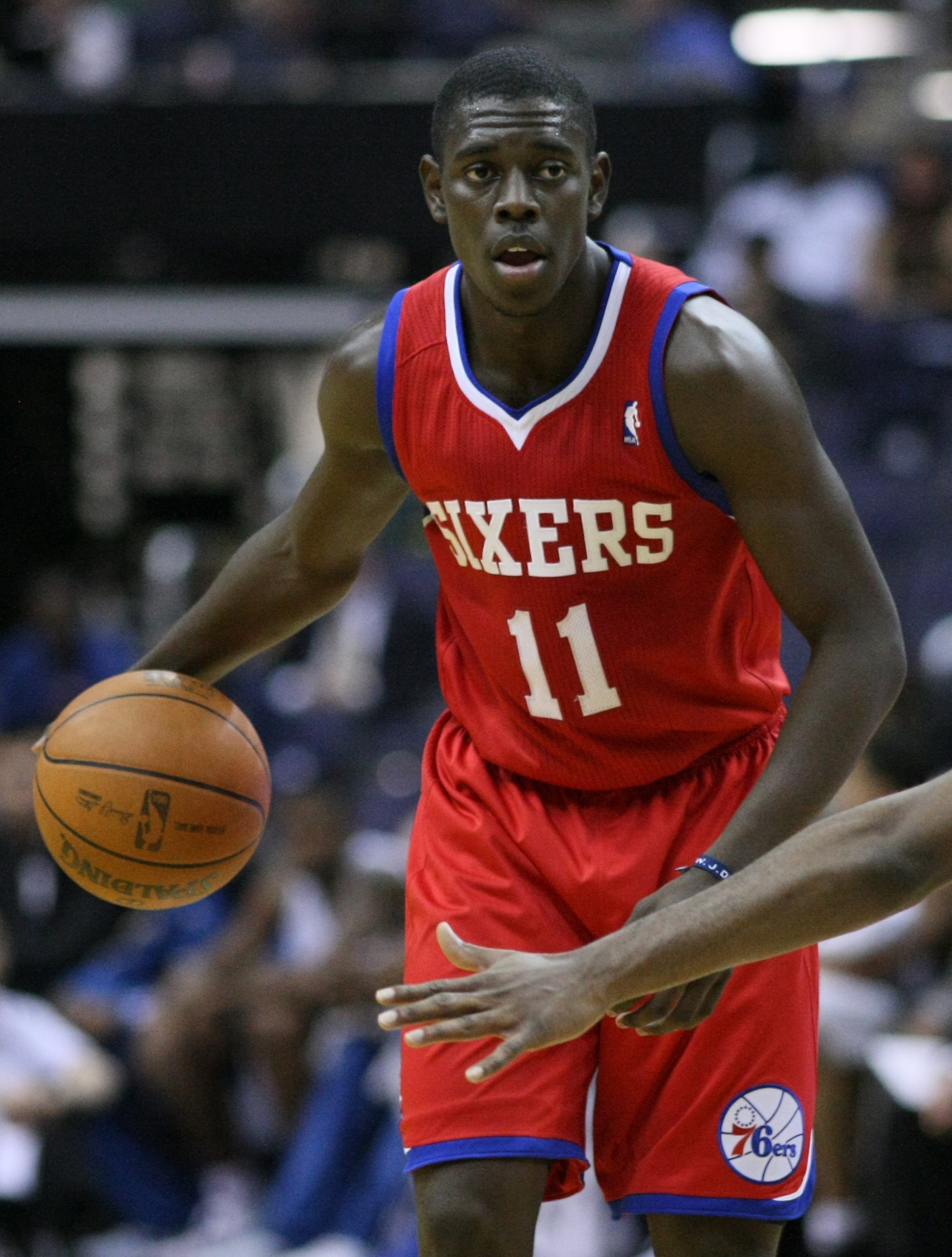
Holiday sous le maillot des Sixers.

Il est drafté par les 76ers de Philadelphie à la 17e position du premier tour de la Draft 2009 de la NBA.
En mars 2010, Louis Williams se blesse et Holiday devient de le meneur titulaire de l'équipe.
Le 2 février 2011, lors de la victoire des siens contre les Cavaliers de Cleveland, Holiday signe son premier triple-double de sa carrière avec 11 points, 10 rebonds et 11 passes décisives.
Le 31 octobre 2012, alors qu'il souhaitait prolonger pour le maximum, il prolonge son contrat pour 41 millions de dollars sur quatre ans. Le 12 décembre, il se fait une entorse du pied.
Le 2 janvier 2013, contre les Suns de Phoenix, il réalise le second triple-double de sa carrière.
En février 2013, il participe, pour la première fois de sa carrière, au All-Star Game.
En avril, il avoue être épuisé physiquement et mentalement. En mai, il souhaite que Michael Curry soit le futur coach des 76ers.

### Pelicans de La Nouvelle-Orléans (2013-2020)
Le 27 juin 2013, il est transféré aux Pelicans de La Nouvelle-Orléans en échange du 6e choix de la draft, Nerlens Noel. Impatient de débuter avec les Pelicans, il croit beaucoup au potentiel de sa nouvelle équipe. En janvier 2014, il est victime d'une fracture de fatigue du tibia droit. Le 28 février, il se fait opérer du tibia droit et manque ainsi le reste de la saison.
Le 5 janvier 2015, contre les Wizards de Washington, Holiday passe le cap des 5000 points en carrière. Le 18 février 2015, il doit manquer trois semaines de compétition après avoir aggravé sa blessure à la jambe droite. Il revient sur les terrains beaucoup plus tard que prévu, le 10 avril 2015, après avoir manqué 41 matches, dans un match où il est remplaçant contre les Suns de Phoenix.
Le 9 mars 2016, Holiday bat son record de points en carrière avec 38 unités contre les Hornets de Charlotte. Le 29 mars, il met un terme à sa saison à la suite d'une fracture de la paroi orbitale intérieure droite.
En septembre 2016, il décide de mettre sa carrière entre parenthèses pour être aux côtés de sa femme, atteinte d'une tumeur du cerveau, durant la naissance de leur premier enfant. Le 18 novembre 2016, Holiday commence sa saison après avoir manqué les 12 premiers matches des Pelicans alors qu'il était en congés pour s'occuper de sa femme ; en 23 minutes de jeu en étant remplaçant, il marque 21 points (à 8 sur 14 aux tirs) dans la victoire 113 à 101 contre les Trail Blazers de Portland. Le 23 janvier 2017, il marque 33 points et distribue 10 passes décisives dans la victoire 124 à 122 contre les Cavaliers de Cleveland.
Le 6 juillet 2017, Holiday prolonge son contrat avec les Pelicans pour 126 millions de dollars sur cinq ans. Le 9 novembre, il réalise son meilleur match du début de saison avec 34 points et 11 passes décisives dans la défaite 122 à 118 chez les Raptors de Toronto. Le 4 décembre, il marque 34 points dans la défaite 125 à 115 chez les Warriors de Golden State. Le 10 décembre, il marque cinq paniers à trois points dans la quatrième quart-temps durant lequel il marque 19 de ses 34 points, aidant les Pelicans à battre les 76ers de Philadelphie 131 à 124. Le lendemain, il réalise son nouveau match référence de la saison avec 37 points dans la défaite 130 à 123 chez les Rockets de Houston. Le 25 février 2018, il marque 28 de ses 36 points durant la première mi-temps pour aider les Pelicans à battre les Bucks de Milwaukee 123 à 121 après prolongation. Le 6 mars, il marque 19 points et distribue 7 passes décisives dans la victoire 121 à 116 contre les Clippers de Los Angeles. Le 27 mars, il termine la rencontre avec un triple-double (21 points, 11 passes décisives et 11 rebonds) dans la victoire 107 à 103 chez les Trail Blazers de Portland. Lors du match 2 du premier tour des playoffs 2018 contre les Trail Blazers de Portland, Holiday bat son record de points en playoffs avec 33 points pour aider La Nouvelle-Orléans à mener à la série 2 matches à 0 avec un succès 111 à 102. Lors du match 4, Holiday marque 41 points et contribue à la qualification des Pelicans au tour suivant avec une quatrième victoire sur le score de 131 à 123. Les Pelicans perdent ensuite en cinq matches chez les Warriors de Golden State au second tour, avec Holiday qui termine le match 5 avec un triple-double à 27 points, 10 rebonds et 11 passes décisives malgré la défaite 113 à 104.
Le 7 novembre 2018, Holiday totalise 17 points, 10 rebonds et 9 passes décisives dans la victoire 107 à 98 contre les Bulls de Chicago. Il passe le cap des 2000 passes décisives en carrière à sa cinquième passe du match. Le 12 novembre, il marque 29 points et distribue 14 passes décisives (son meilleur total de la saison) dans la victoire 126 à 110 contre les Raptors de Toronto. Le 3 décembre, il réalise ses records de la saison avec 32 points et 14 passes décisives dans la défaite 129 à 126 chez les Clippers de Los Angeles. Le 9 décembre, il marque 37 points dans la victoire 116 à 108 contre les Pistons de Détroit. Le 29 janvier, il termine la rencontre avec 19 points, huit passes décisives, six rebonds et six contres (son record en carrière) dans la victoire 121 à 116 contre les Rockets de Houston, devenant le premier meneur dans l'histoire de la NBA à terminer une rencontre avec au moins 17 points, six rebonds, sept passes décisives et six contres dans un match. Le 7 mars 2019, il souffre d'une blessure abdominale et doit manquer quelques rencontres. Le 26 mars 2019, après trois semaines d'absence, il doit subir une intervention chirurgicale pour réparer sa lésion musculaire abdominale et met un terme à sa saison.
Il est élu coéquipier de l'année à l'issue de la saison 2019-2020.

### Bucks de Milwaukee (2020-2023)
Le 16 novembre 2020, il est envoyé aux Bucks de Milwaukee contre Eric Bledsoe, George Hill et 3 premiers tours de draft ainsi que 2 futurs pick swaps (scénario dans lequel le pick le plus élevé – que ce soit celui de Milwaukee ou de New Orleans – revient aux Pelicans).
Dès sa première saison, Jrue Holiday est sacré champion NBA avec les Bucks ainsi que sacré champion olympique avec les États-Unis la même année.

### Celtics de Boston (2023-2025)
En septembre 2023, Jrue Holiday est transféré vers les Trail Blazers de Portland dans un échange impliquant les Trail Blazers, les Suns et les Bucks. Il est à nouveau transféré quelques jours plus tard, cette fois-ci aux Celtics de Boston.
Le 10 avril 2024, Holiday a accepté une prolongation de contrat de 4 ans d'une valeur de 135 millions de dollars avec les Celtics avec 100 millions de dollars garantis, qui durerait jusqu'à la fin de la saison 2027-2028.

### Trail Blazers de Portland (depuis 2025)
Fin juin 2025, il est envoyé aux Trail Blazers de Portland dans un échange contre Anfernee Simons et deux seconds tours de draft.

## Palmarès

### NBA
- Champion NBA en 2021 avec les Bucks de Milwaukee et 2024 avec les Celtics de Boston
- Champion de la Conférence Est en 2021 et 2024
- Champion de la Division Centrale en 2021, 2022 et 2023.

### Sélection nationale
- Médaille d'or aux Jeux olympiques 2020 à Tokyo.
- Médaille d'or aux Jeux olympiques 2024 à Paris.

### Distinctions personnelles

#### Universitaires
- Pac-10 All-Freshman Team (2009)
- Gatorade National Player of the Year (2008)
- McDonald's All-American (2008)
- First-team Parade All-American (2008)
- California Mr. Basketball (2008)

#### Professionnelles
- 2 sélections au NBA All-Star Game en 2013 et 2023.
- 3 sélections  dans la NBA All-Defensive First Team en 2018, 2021 et 2023.
- 3 sélections dans la NBA All-Defensive Second Team en 2019, 2022 et 2024.
- 3× Twyman-Stokes Teammate of the Year en 2020, 2022 et 2023.

## Statistiques

### Universitaires
| Saison    | Équipe   | Matchs | Titul. | Min./m | % Tir | % 3pts | % LF | Rbds/m. | Pass/m. | Int/m. | Ctr/m. | Pts/m. |
| --------- | -------- | ------ | ------ | ------ | ----- | ------ | ---- | ------- | ------- | ------ | ------ | ------ |
| 2008-2009 | UCLA     | 35     | 35     | 27,1   | 45,0  | 30,7   | 72,1 | 3,74    | 3,69    | 1,60   | 0,54   | 8,43   |
| Carrière  | Carrière | 35     | 35     | 27,1   | 45,0  | 30,7   | 72,1 | 3,74    | 3,69    | 1,60   | 0,54   | 8,43   |

### Professionnelles

#### Saison régulière
Légende :
gras = ses meilleures performances
| Champion NBA |

| Saison        | Équipe              | Matchs | Titul. | Min./m | % Tir | % 3pts | % LF | Rbds/m. | Pass/m. | Int/m. | Ctr/m. | Pts/m. |
| ------------- | ------------------- | ------ | ------ | ------ | ----- | ------ | ---- | ------- | ------- | ------ | ------ | ------ |
| 2009-2010     | Philadelphie        | 73     | 51     | 24,2   | 44,2  | 39,0   | 75,6 | 2,60    | 3,80    | 1,10   | 0,20   | 8,00   |
| 2010-2011     | Philadelphie        | 82     | 82     | 35,4   | 44,6  | 36,5   | 82,3 | 4,00    | 6,50    | 1,50   | 0,40   | 14,00  |
| 2011-2012*    | Philadelphie        | 65     | 65     | 33,8   | 43,2  | 38,0   | 78,3 | 3,30    | 4,50    | 1,60   | 0,30   | 13,50  |
| 2012-2013     | Philadelphie        | 78     | 78     | 37,5   | 43,1  | 36,8   | 75,2 | 4,20    | 8,00    | 1,60   | 0,40   | 17,70  |
| 2013-2014     | La Nouvelle-Orléans | 34     | 34     | 33,6   | 44,7  | 39,0   | 81,0 | 4,20    | 7,90    | 1,60   | 0,40   | 14,30  |
| 2014-2015     | La Nouvelle-Orléans | 40     | 37     | 32,6   | 44,6  | 37,8   | 85,5 | 3,40    | 6,90    | 1,60   | 0,60   | 14,80  |
| 2015-2016     | La Nouvelle-Orléans | 65     | 23     | 28,2   | 43,9  | 33,6   | 84,3 | 3,00    | 6,00    | 1,40   | 0,30   | 16,80  |
| 2016-2017     | La Nouvelle-Orléans | 67     | 61     | 32,7   | 45,4  | 35,6   | 70,8 | 3,90    | 7,30    | 1,50   | 0,70   | 15,40  |
| 2017-2018     | La Nouvelle-Orléans | 81     | 81     | 36,1   | 49,4  | 33,7   | 78,6 | 4,50    | 6,00    | 1,50   | 0,80   | 19,00  |
| 2018-2019     | La Nouvelle-Orléans | 67     | 67     | 35,9   | 47,2  | 32,5   | 76,8 | 5,00    | 7,70    | 1,60   | 0,80   | 21,20  |
| 2019-2020     | La Nouvelle-Orléans | 61     | 61     | 34,7   | 45,5  | 35,4   | 70,9 | 4,80    | 6,70    | 1,60   | 0,80   | 19,10  |
| 2020-2021     | Milwaukee           | 59     | 56     | 32,3   | 50,3  | 39,2   | 78,7 | 4,50    | 6,10    | 1,60   | 0,60   | 17,70  |
| 2021-2022     | Milwaukee           | 67     | 64     | 32,9   | 50,1  | 41,1   | 76,1 | 4,50    | 6,80    | 1,60   | 0,40   | 18,30  |
| 2022-2023     | Milwaukee           | 67     | 65     | 32,6   | 47,9  | 38,4   | 85,9 | 5,10    | 7,40    | 1,20   | 0,40   | 19,30  |
| 2023-2024     | Boston              | 69     | 69     | 32,8   | 48,0  | 42,9   | 83,3 | 5,40    | 4,80    | 0,90   | 0,80   | 12,50  |
| 2024-2025     | Boston              | 62     | 62     | 30,6   | 44,3  | 35,3   | 90,9 | 4,30    | 3,90    | 1,10   | 0,40   | 11,10  |
| Carrière      | Carrière            | 1037   | 956    | 32,9   | 46,2  | 37,0   | 78,8 | 4,20    | 6,20    | 1,40   | 0,50   | 15,80  |
| All-Star Game | All-Star Game       | 2      | 0      | 15,3   | 50,0  | 0,0    | 0,0  | 2,00    | 1,00    | 2,00   | 0,00   | 6,00   |

Note: * Cette saison a été réduite de 82 à 66 matchs en raison du Lock out.

Dernière modification le 24 juin 2025

#### Playoffs
| Champion NBA |

| Saison   | Équipe              | Matchs | Titul. | Min./m | % Tir | % 3pts | % LF  | Rbds/m. | Pass/m. | Int/m. | Ctr/m. | Pts/m. |
| -------- | ------------------- | ------ | ------ | ------ | ----- | ------ | ----- | ------- | ------- | ------ | ------ | ------ |
| 2011     | Philadelphie        | 5      | 5      | 37,6   | 41,4  | 52,4   | 80,0  | 3,80    | 5,60    | 2,00   | 0,40   | 14,20  |
| 2012     | Philadelphie        | 13     | 13     | 38,0   | 41,3  | 40,8   | 86,4  | 4,70    | 5,20    | 1,50   | 0,60   | 15,80  |
| 2015     | La Nouvelle-Orléans | 3      | 0      | 18,2   | 36,8  | 25,0   | 100,0 | 1,00    | 4,30    | 0,70   | 0,30   | 6,30   |
| 2018     | La Nouvelle-Orléans | 9      | 9      | 38,7   | 51,8  | 32,0   | 70,0  | 5,70    | 6,30    | 1,10   | 0,60   | 23,70  |
| 2021     | Milwaukee           | 23     | 23     | 39,7   | 40,6  | 30,3   | 71,4  | 5,70    | 8,70    | 1,70   | 0,40   | 17,30  |
| 2022     | Milwaukee           | 12     | 12     | 38,6   | 37,9  | 31,6   | 83,9  | 5,60    | 6,50    | 1,80   | 0,60   | 19,10  |
| 2023     | Milwaukee           | 5      | 5      | 38,1   | 40,0  | 28,6   | 69,2  | 6,60    | 8,00    | 1,00   | 0,40   | 17,80  |
| 2024     | Boston              | 19     | 19     | 37,9   | 50,3  | 40,2   | 95,5  | 6,10    | 4,40    | 1,10   | 0,60   | 13,20  |
| 2025     | Boston              | 8      | 8      | 33,0   | 48,3  | 34,6   | 69,2  | 4,10    | 4,00    | 0,90   | 0,10   | 9,50   |
| Carrière | Carrière            | 97     | 94     | 37,5   | 43,2  | 34,4   | 78,9  | 5,30    | 6,20    | 1,40   | 0,50   | 16,00  |

Dernière mise à jour le 24 juin 2025

## Records sur une rencontre en NBA
Les records personnels de Jrue Holiday en NBA sont les suivants, :
| Type de statistique        | Saison régulière | Saison régulière                  | Saison régulière | Playoffs | Playoffs                   | Playoffs      |
| Type de statistique        | Record           | Adversaire                        | Date             | Record   | Adversaire                 | Date          |
| -------------------------- | ---------------- | --------------------------------- | ---------------- | -------- | -------------------------- | ------------- |
| Points                     | 51               | @ Pacers de l'Indiana             | 29 mars 2023     | 41       | Trail Blazers de Portland  | 21 avril 2018 |
| Paniers marqués            | 20               | @ Pacers de l'Indiana             | 29 mars 2023     | 15       | Trail Blazers de Portland  | 21 avril 2018 |
| Paniers tentés             | 36               | @ Pelicans de La Nouvelle-Orléans | 17 décembre 2021 | 30       | Celtics de Boston          | 7 mai 2022    |
| Paniers à 3 points réussis | 8                | Celtics de Boston                 | 14 février 2023  | 5        | 3 fois                     | 3 fois        |
| Paniers à 3 points tentés  | 17               | Grizzlies de Memphis              | 7 décembre 2024  | 12       | 2 fois                     | 2 fois        |
| Lancers francs réussis     | 10               | Timberwolves du Minnesota         | 8 février 2019   | 9        | Trail Blazers de Portland  | 21 avril 2018 |
| Lancers francs tentés      | 12               | 2 fois                            | 2 fois           | 12       | Trail Blazers de Portland  | 21 avril 2018 |
| Rebonds offensifs          | 6                | 2 fois                            | 2 fois           | 5        | Pacers de l'Indiana        | 21 mai 2024   |
| Rebonds défensifs          | 9                | 6 fois                            | 6 fois           | 10       | @ Warriors de Golden State | 8 mai 2018    |
| Rebonds totaux             | 13               | Hornets de Charlotte              | 31 janvier 2023  | 11       | 3 fois                     | 3 fois        |
| Passes décisives           | 17               | @ Clippers de Los Angeles         | 6 mars 2018      | 16       | Heat de Miami              | 16 avril 2023 |
| Interceptions              | 7                | Hawks d'Atlanta                   | 26 mars 2010     | 5        | @ Celtics de Boston        | 26 mai 2012   |
| Contres                    | 6                | @ Rockets de Houston              | 29 janvier 2019  | 2        | 11 fois                    | 11 fois       |
| Balles perdues             | 9                | 2 fois                            | 2 fois           | 7        | Trail Blazers de Portland  | 21 avril 2018 |
| Minutes jouées             | 49               | @ Bulls de Chicago                | 2 décembre 2013  | 48       | @ Nets de Brooklyn         | 19 juin 2021  |

- Double-double : 168 (dont 13 en playoffs)
- Triple-double : 5 (dont 1 en playoffs)

Dernière mise à jour : 15 mars 2025

## Vie privée
Jrue Holiday a épousé la milieu de terrain de l'équipe nationale féminine de football des États-Unis et double-championne olympique Lauren Cheney le 4 juillet 2013. En septembre 2016, Jrue Holiday annonce mettre sa carrière entre parenthèses pour s'occuper de sa femme qui s'est vu diagnostiquer une tumeur au cerveau alors qu'elle était enceinte. Lauren a subi une opération du cerveau quelques semaines seulement après avoir donné naissance à la fille du couple, Jrue Tyler Holiday.
À la fin de l'année 2020, Jrue Holiday et sa femme Lauren attendent leur deuxième enfant, un garçon.
Il est le frère de Justin Holiday et d'Aaron Holiday, tous deux basketteurs passés par la NBA.

## Salaires
Les gains de Jrue Holiday en carrière sont les suivants :
| Année       | Équipe                          | Salaire       |
| ----------- | ------------------------------- | ------------- |
| 2009-2010   | 76ers de Philadelphie           | 1 514 280 $   |
| 2010-2011   | 76ers de Philadelphie           | 1 627 920 $   |
| 2011-2012   | 76ers de Philadelphie           | 1 741 440 $   |
| 2012-2013   | 76ers de Philadelphie           | 2 674 852 $   |
| 2013-2014   | Pélicans de la Nouvelle-Orléans | 9 213 484 $   |
| 2014-2015   | Pélicans de la Nouvelle-Orléans | 9 904 495 $   |
| 2015-2016   | Pélicans de la Nouvelle-Orléans | 10 595 507 $  |
| 2016-2017   | Pélicans de la Nouvelle-Orléans | 11 286 518 $  |
| 2017-2018   | Pélicans de la Nouvelle-Orléans | 25 686 667 $  |
| 2018-2019   | Pélicans de la Nouvelle-Orléans | 25 976 111 $  |
| 2019-2020   | Pélicans de la Nouvelle-Orléans | 25 111 111 $  |
| 2020-2021   | Bucks de Milwaukee              | 25 876 111 $  |
| 2021-2022   | Bucks de Milwaukee              | 30 133 333 $  |
| 2022-2023   | Bucks de Milwaukee              | 33 665 040 $  |
| 2023-2024   | Celtics de Boston               | 36 861 707 $  |
| Total Gains | Total Gains                     | 252 888 576 $ |
| 2024-2025   | Celtics de Boston               | 30 000 000 $  |
| 2025-2026   | Trail Blazers de Portland       | 32 400 000 $  |
| 2026-2027   | Trail Blazers de Portland       | 34 800 000 $  |
| 2027-2028   | Trail Blazers de Portland       | 37 200 000 $  |

- italique : option joueur

## Pour approfondir
- Liste des joueurs en NBA ayant joué plus de 1 000 matchs en carrière.
- Liste des meilleurs marqueurs en NBA en carrière.
- Liste des meilleurs marqueurs à trois points en NBA en carrière.
- Liste des meilleurs passeurs en NBA en carrière.
- Liste des joueurs NBA ayant perdu le plus de ballons en carrière.